# Yasutoshi Miura
Yasutoshi Miura (三浦 泰年?, Miura Yasutoshi; Shizuoka, 15 luglio 1965) è un allenatore di calcio ed ex calciatore giapponese, di ruolo difensore e centrocampista, tecnico dell'Atletico Suzuka.

## Biografia
Suo fratello minore è Kazuyoshi, anch'egli calciatore.

## Carriera

### Calciatore

#### Club
Formatosi nella rappresentativa calcistica della Shizuoka Gakuen School, nel 1984 passa alle giovanili del sodalizio brasiliano del Santos. l'anno seguente torna in patria per giocare nello Yomiuri, che lascerà nel 1992 per giocare nello Shimizu S-Pulse. Nel 1996 passa al Verdy Kawasaki, nuova denominazione dello Yomiuri, ove resterà tre anni. Nel 1999 viene ingaggiato dall'Avispa Fukuoka e nel 2001 dal Vissel Kobe, squadra ove chiuderà la carriera agonistica nel 2003.

#### Nazionale
Ha vestito in tre occasioni la maglia della nazionale di calcio del Giappone.

### Allenatore
Dal 2011 al 2012 diviene allenatore del Giravanz Kitakyushu, società che lascerà nel 2013 per guidare il Tokyo Verdy. Terminata l'esperienza al Verdy si trasferisce nel 2015 in Thailandia per allenare il Chiangmai. L'anno dopo torna in patria per guidare il Kataller Toyama.